# Isla Puluqui
Isla Puluqui är en ö i Chile.   Den ligger i regionen Región de Los Lagos, i den södra delen av landet, 900 km söder om huvudstaden Santiago de Chile. Arean är 73 kvadratkilometer.
Terrängen på Isla Puluqui är platt. Öns högsta punkt är 115 meter över havet. Den sträcker sig 14,9 kilometer i nord-sydlig riktning, och 11,0 kilometer i öst-västlig riktning.